# Пристевиц
Пристевиц (нем. Priestewitz) — община (коммуна) в Германии, в земле Саксония. Подчиняется земельной дирекции Дрезден. Входит в состав района Риза-Гросенхайн. Занимает площадь 61,20 км².

## История
Первое упоминание о поселении относится к 1350 году, с названием Pristanewicz, а современное название получило только в 1791 году.
В 1378 году подчинялось княжеству Шлёсс Гросенхайн.
В 1839 году, при строительстве железной дороги Лейпциг-Дрезден, в городке была построена железнодорожная станция, что позволило Пристевицу развиваться в экономической сфере.

## Население
Население составляет 3251 человек (на 31 декабря 2013 года).
| Год  | Численность | Численность |
| ---- | ----------- | ----------- |
| 2017 | 3161        | [ 1 ]       |
| 2019 | 3153        | [ 6 ]       |
| 2021 | 3139        | [ 7 ]       |
| 2022 | 3158        | [ 8 ]       |
| 2023 | 3155        | [ 2 ]       |

## Галерея

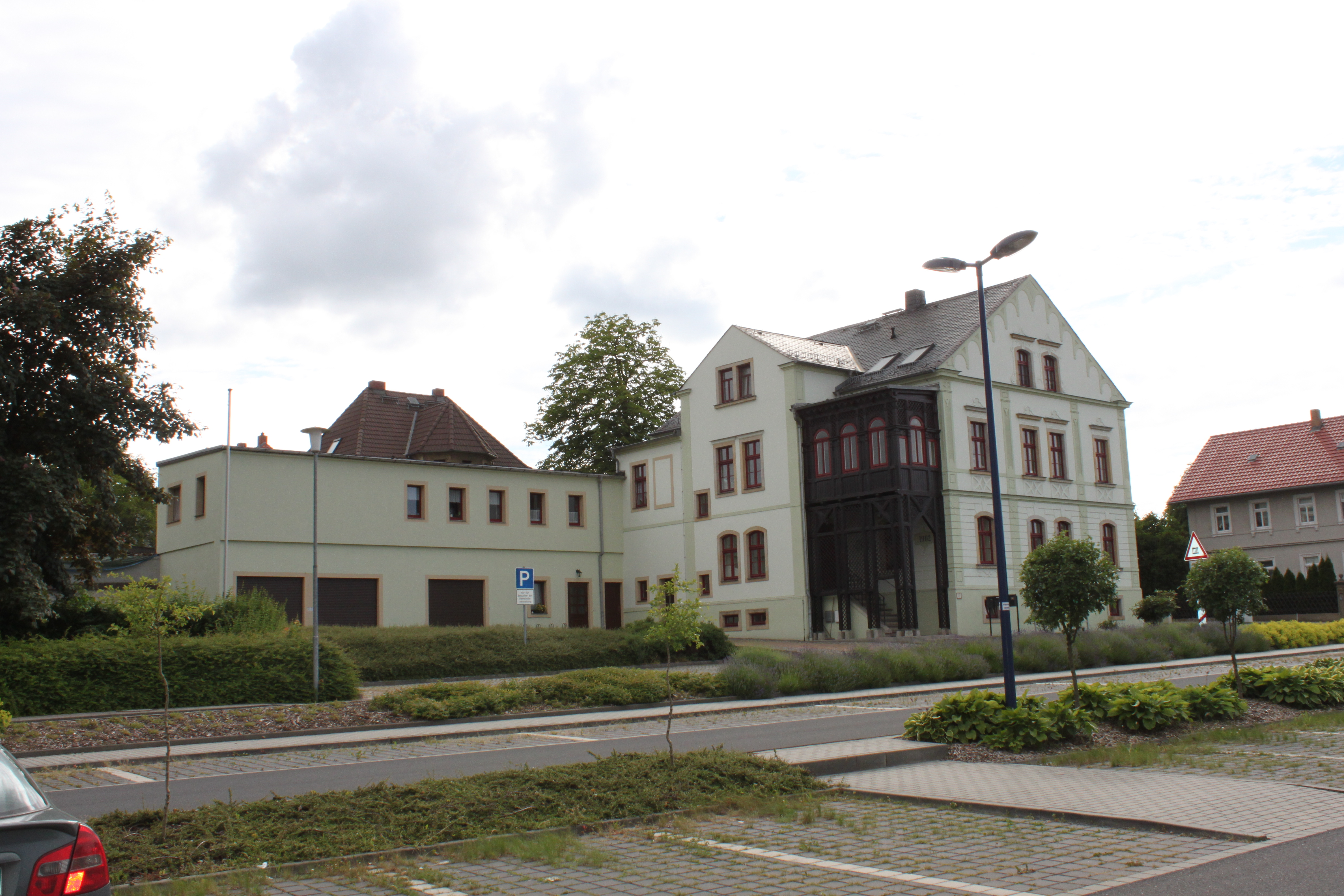
Здание администрации
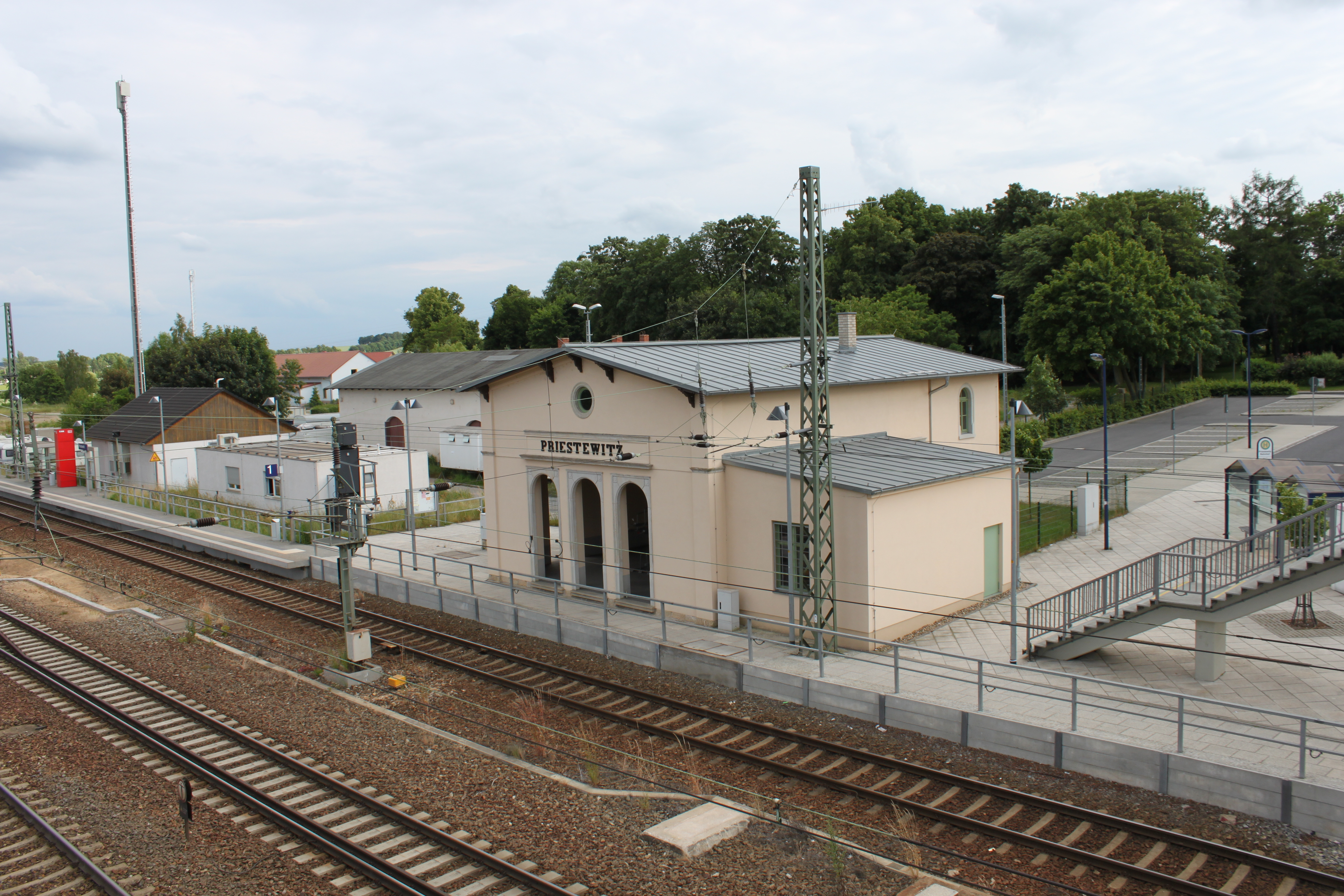
Ж/д станция Пристевица
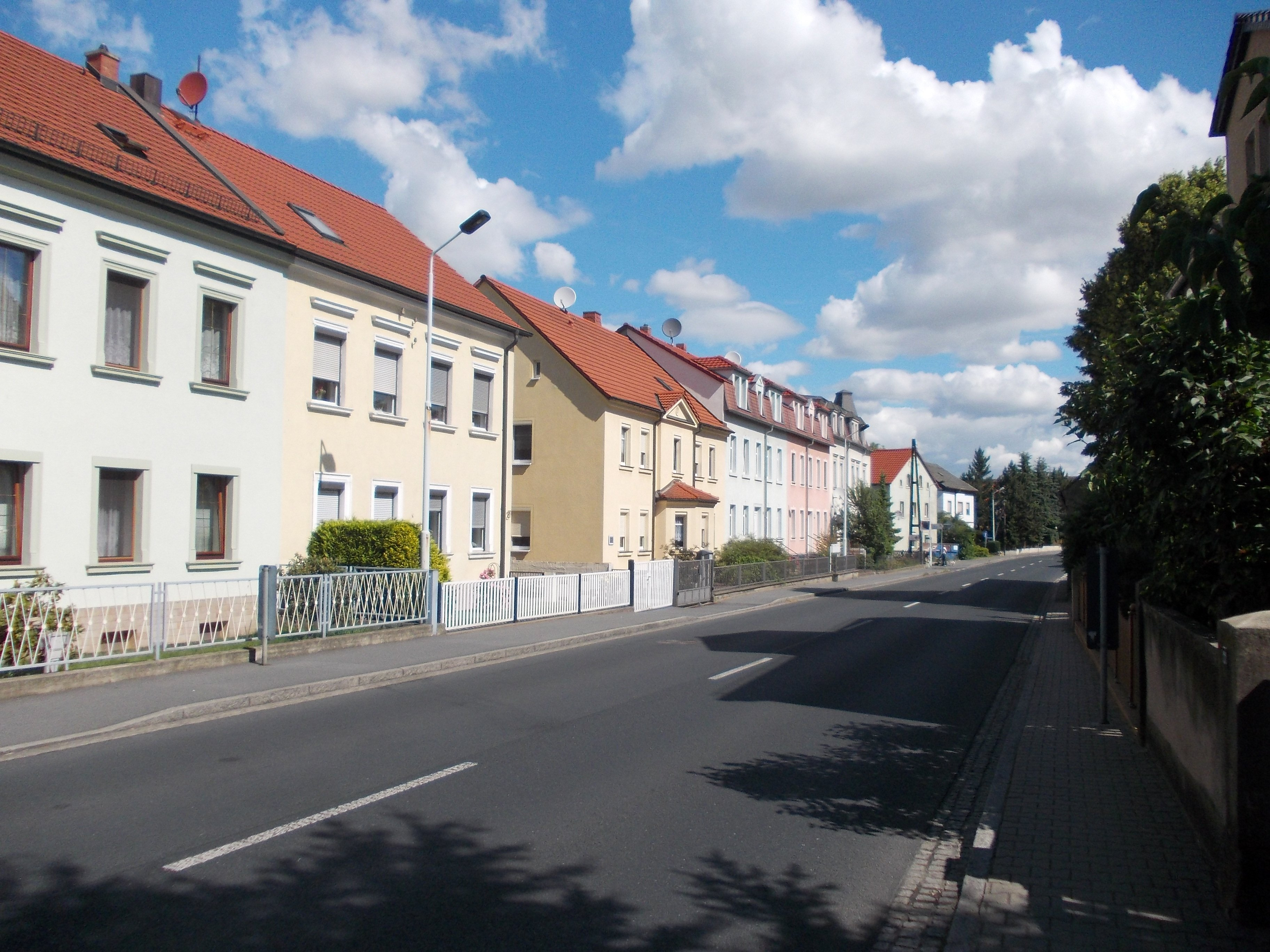
Одна из улиц Пристевица